# Mario Cubbino
Mario Cubbino (Gorizia, 14 gennaio 1930 – Rimini, 2 maggio 2007) è stato un fumettista italiano.

## Biografia
Nato a Gorizia, trascorre la gioventù a Vicenza dove si diploma al liceo scientifico; a vent'anni dopo la scomparsa del padre si trasferisce a Milano per lavorare. Qui esordì coma autore di fumetti nel 1950 collaborando con Enzo Magni alla serie a fumetti Pantera Bionda pubblicata dalla casa editrice ARC. Nel 1954 disegna parte della serie Nat del Santa Cruz, pubblicato da Tristano Torelli per il quale realizza anche Roy Dallas sui dieci numeri del mensile Totem (1955).
Entrò poi nello studio di Rinaldo Dami, per il quale disegnò storie sentimentali per l'inglese Amalgamated Press e finendo per trasferirsi per qualche anno in Gran Bretagna fino a quando non rientra in Italia nel 1963 dove disegna la serie Pecos Bill per l'Edizione Angelo Fasani. Per il mercato francese collabora con le Éditions Lug di Lione dell'editore Marcel Navarro (Rick Ross, Baroud, Roxy, Tahy Tim, Rod Zey, The Sea King, Blek) e con Aventures & Voyages dell'editrice Bernardette Ratier (Shirley-Belinda-Pamela per il periodico Mon Journal).
Per l'editore Renzo Barbieri dalla fine degli anni sessanta realizza varie serie di genere erotico come Al Capone, Jungla, Wallenstein e Karzan. Nel 1966, per Sergio Bonelli Editore, disegna il n. 17 di Zagor, scritto da Guido Nolitta.
Negli anni settanta inizia a collaborare con il Corriere dei ragazzi realizzando dal 1973 episodi delle serie Fumetti della realtà su testi di Mino Milani, L'Ombra su testi di Alfredo Castelli ed Edge su testi di Raffaele D'Argenzio.
Collabora dal 1976 anche con la Casa Editrice Universo per la quale realizza le copertine di Bliz oltre a varie serie, come Doting Doug su testi di Claudio e Graziano Cicogna; contemporaneamente inizia a insegnare disegno alla Scuola del Castello di Milano.
Collabora anche con l'Astorina per la quale nel 1976 disegna le matite del n. 15 (318) di Diabolik, intitolato Lo strangolatore (chine di Franco Paludetti); tornerà a disegnare la serie nel 1994 come inchiostratore (Realtà simulata, n. 1 del 1994, matite di Sergio Zaniboni) proseguendo fino al 1998, quando si ritira per problemi di vista e di salute. Il suo ultimo episodio è Gli occhi di Sushima (n. 11, matite di Giancarlo Tenenti).
Muore a Rimini nel 2007 dopo dieci anni di malattia.